# Кампаньола, Доменико
Доменико Кампаньола (итал. Domenico Campagnola; 1500, Падуя — 1564, там же) — итальянский гравёр, живописец, рисовальщик и иллюстратор книг эпохи Возрождения. Один из самых значительных мастеров падуанской школы первой половины XVI века.

## Биография
Сын немецкого ремесленника. Приёмный сын и ученик Джулио Компаньола. Значительная часть его ранней живописи и гравюр посвящена пейзажам в стиле Тициана.
После смерти учителя и отца около 1515 года Дж. Кампаньола был одним из самых значительных мастеров в Венеции.
Как и Джулио Компаньола, он занимался гравюрой; первые его работы, датируемые 1517 годом, восходят к римским образцам. Его гравюры, четырнадцать из которых известны, были созданы в короткий промежуток времени в 1517—1518 годах, когда он все ещё был в молодом возрасте; большинство из них датированы 1517 годом, подписывая их сокращенно «Do.Cap» или «Do.Camp». Ранние гравюры и рисунки Дж. Кампаньола показывают влияние немецкого художника Альбрехта Дюрера.
Одновременно Доменико успешно занимался живописью. 
Его ранняя серия святых (Падуя, церковь Санта Кроче) близка к традициям падуанской школы XV века, но уже в одной из самых удачных работ 25-летнего мастера фреске «Встреча Иоакима и Анны» (1525, Падуя, Скуола дель Кармине) ощутимо влияние ранних фресок Тициана (1511).
К 1531 относятся 4 тондо с изображенными по пояс пророками на своде церкви Санта Мария деи Серви в Падуе (ныне — Венеция, галереи Академии). Влияние Тициана угадывается и во фреске «Святой Антоний воскрешает девочку» (1530-е, Падуя, скуола дель Санто). В работах 1540-х Кампаньола также испытывает влияние Дж. Порденоне, которое особенно заметно в эффектной большой композиции «Святые покровители Падуи перед Мадонной» (1537, Падуя, Городской музей). Влияние Порденоне сказывается и в других работах Кампаньолы этого времени, в частности в «Вознесении» (1545—1550, Пралья, Бадия) и в его последней большой композиции «Христос на троне и подеста Кавалли» (1552, Падуя, церковь Санта Джустина).

## Галерея
- «Святые покровители Падуи перед Мадонной на троне» , 1537 г. Падуя
- Фрески работы Доменико Кампаньола в Скуола дель Кармине (Падуя)
- Пейзаж